# داني إلفمان
داني إلفمان (بالإنجليزية: Danny Elfman)‏ ملحن ومغني أمريكي ولد (29 مايو، 1953) في (لوس أنجلوس، كاليفورنيا، الولايات المتحدة الأمريكية).
لم يكتشف موهبته حتى عام 1970, حيث انضم مع شقيقه الأكبر «ريتشارد» لإحدى الفرق الموسيقية التي تدعى «بوينجو أوينجو», وأتيحت له الفرصة في فيلم (المنطقة المحرمة) عام 1982, ليكون هو الموزع الموسيقي، ومن هذا المنطلق بدأ داني يواصل نجاحاته الموسيقية من عمل لآخر، وفي عام 2007 حصل على الدكتوراة الفخرية من كلية ولاية كارولينا الشمالية للفنون ومن أبرز أعماله (الرجل العنكبوت 3) عام 2007.

## معلومات عنه
- والدته هي مؤلفة كتب الأطفال «كلير إلفمان».
- كثيرا ما يعمل مع المخرج «تيم برتون».
- يجيد استخدام موسيقى المطاردات التي توحي بالتشويق والإثارة والترقب.

## أعماله
| السنة | الفيلم             | العمل                       |
| ----- | ------------------ | --------------------------- |
| 2003  | بيج فيش            | الموسيقى                    |
| 2009  | المدمر: الخلاص     | الموسيقى                    |
| 2011  | فلاذ حقيقي         | الموسيقى                    |
| 2011  | ريستليس            | الألحان والموسيقى التصويرية |
| 2012  | فرانكنويني         | الموسيقى                    |
| 2012  | ترو بلاد           | الألحان والموسيقى التصويرية |
| 2012  | الظلال الداكنة     | الألحان والموسيقى التصويرية |
| 2012  | من إن بلاك 3       | الألحان والموسيقى التصويرية |
| 2012  | بروميسد لاند       | الموسيقى                    |
| 2012  | المعالجة بالسعادة  | الموسيقى                    |
| 2013  | ملحمي              | الموسيقى                    |
| 2013  | أوز: العظيم والقوي | الموسيقى                    |
| 2018  | الغرينش            | الموسيقى                    |

## روابط خارجية
- داني إلفمان على موقع IMDb (الإنجليزية)
- داني إلفمان على موقع ألو سيني (الفرنسية)
- داني إلفمان على موقع ميوزك برينز (الإنجليزية)
- داني إلفمان على موقع تيرنر كلاسيك موفيز (الإنجليزية)
- داني إلفمان على موقع أول موفي (الإنجليزية)
- داني إلفمان على موقع بوكس أوفيس موجو (الإنجليزية)
- داني إلفمان على موقع قاعدة بيانات الأفلام السويدية (السويدية)
- داني إلفمان على موقع إن إن دي بي (الإنجليزية)
- داني إلفمان على موقع أول ميوزيك (الإنجليزية)
- داني إلفمان على موقع ديسكوغز (الإنجليزية)